# Peperomia peruviana
Peperomia peruviana är en pepparväxtart som först beskrevs av Friedrich Anton Wilhelm Miquel, och fick sitt nu gällande namn av Gustav Adolf Hugo Dahlstedt. Peperomia peruviana ingår i släktet peperomior, och familjen pepparväxter. Inga underarter finns listade i Catalogue of Life.